# Three Points (Arizona)
Three Points ist ein Census-designated place im Pima County im US-Bundesstaat Arizona. Das U.S. Census Bureau hat bei der Volkszählung 2020 eine Einwohnerzahl von 5.184 ermittelt.
Three Points hat eine Fläche von 115,3 km². Die Bevölkerungsdichte liegt bei 45 Einwohnern je km². Die geographischen Koordinaten 32°2'55 "Nord, 111°17'7" West. 

## Verkehr
Mit dem Flugplatz Ryan Field besitzt Three Points einen eigenen Flughafen. Außerdem liegt Three Points an der Arizona State Route 86 nahe Tucson.